# Фијат TR.1
Фиат TR.1 је италијански једномоторни спортско туристички моноплан произведен у Fiat Aviazione 1930. године. Настао на основу свог успешног претходника Фиат AS.1.

## Пројектовање и развој
За разлику од авиона Фиат AS.1 следећа конструкција авиона у овој породици је био авион Фиат AS.2 који је био истоветан свом претходнику, разлика је била у томе што је овај авион уместо дрвене носеће структуре имао металну и други мотор Фиат А.50S снаге 100 KS, док су остале геометријске величине остале исте.
Авион Фиат TR.1, представља значајнију еволуцију претходних модела, уместо двоструко отворених кокпита у тандему овде је направљена потпуно затворена кабина са два седишта у тандему. Поред тога промењене су и остале геометријске величине авиона уз могућност избора једног од два понуђена мотора Фиат А.50 (100 КС при 1.900 о/мин) или Фиат А.53 (110 КС при 1.900 о/мин).
Први авион из серије, овог модела је полетео 1930. године

## Технички опис
Носаћа конструкција авиона Фиат TR.1  је направљена од  дуралуминијских цеви са челичним спојницама. Труп је, до кљунљ до каја кабине, покривен металном облогом, док је задњи део покривен ватроотпорном  импрегнираном тканином.  Кабина је комотна да у њу могу стати пилот, један путник а има и солидан простор за пртљаг. Седишта су постављена у тандем распореду, једно седиште иза другог.  Оба седишта су комплетно опремљена уређајима за пилотирање и инструментима. Пилот седи на другом седишту и он може искључити управљачки механизам првог седишта. Кабина је порпуно затворена, има четворо врата по двоја врата са сваке стране.  Добру видљивост обезбеђују велики бочни и предњи прозори, као и провидни кров кабине. Бочни прозори се могу отварати за проветравање а кабина има и уређај за вентилацију. Врата су прилично велика. Због тешкоћа отварања врата током лета, постављен је посебан уређај који омогућава пилоту да их отвори у случају опасности.
Авион Фиат TR.1  може бити опремљен мотором Фиат А.50 (100 КС при 1.900 о/мин) или Фиат А.53 (110 КС при 1.900 о/мин).  Оба мотора су седмоцилиндрична радијална са ваздушним хлађењем. На вратилу мотора је насађена дрвена двокрака елиса фиксног корака. 
Резервоари за гориво, направљени од челичног лима се налазе на крову кабине на саставу крила и имају капацитет од 125 литара. У кабину се могу уградити два додатна резервоара, капацитета 45 литара. У том случају авион има пумпу са мотором која служи за претакање горива између резервоара. Резервоар за уље са ребрастим хладњаком је постављен испод  мотора и има капацитет од 10 литара.
Поклопац мотора прати линије трупа на такав начин да даје витак и елегантан изглед целом авиону. Аеродинамички облик поклопца смањује авиону отпор ваздуха али не смањује ефикасност хлађења мотора.
Крило овог авиона је парасол, везано је за кровну конструкцију авиона и подупрто косим подупитачима ослањајући се њима на дно авиона. Крило је правоуганог облика а састоји се из два полукрила између којих се налази резервоар са горивом. Полукрила имају две рамењаче направљене од дуралумина у виду решеткасте конструкције. Предња рамењача формира нападну ивицу крила а на задњу рамењачу се каче крилца (елерони). Ребра су направљена од квадратне дуралуминијумске цеви са троугластим подупирачима, формирајући профил крила средње дебљине. Спајање свих елемената конструкције крила се врши помоћу челичних окова који су одговарајуће закивани и залемљени. Ребра  и рамови су међусобно учвршћени челичним жицама и дуралумин компресионим елементима. Полукрила су причвршћене за централно тело трупа помоћу једноставних шарки и нису за њега  везана нерастављивим везама. Кутијасто ребро које је прикладно спојено са одговарајућим ребром који је интегрално са трупом, успоставља савршен спој између структуре крила и носеће структуре трупа. 
Подупирачи крила су направљени од обложених дуралуминијских цеви, одговарајуће ојачаних како би на себе примили сва напрезања.
Репне површине код овог авиона су класичне, састоје се од вертикалног и хоризонталних стабилизатора на које су прикључени кормило правца и кормила дубине. Сви ови елементи су направљени као и крило. Носећа конструкција је од дуралумина а облога од импрегнираног ватроотпорног платна. Принципи везивања и технологија су исти као код крила.
Стајни трап је фиксан неувлачећи. Састоји се од два предња независна точка причвршћена за труп авиона у пределу испод крила. Испод репа се налази пирамидална еластичнa дрљача  чија је стопа у облику кашике тако да приликом кретања по земљи она уствари клизи по трави.
Полуосовине које носе точкове су направљене од челика високе чврстоће и обликоване су тако да обезбеђују максималну крутост уз минималну тежину. Налазе се на крајевима виљушки које су зглобно повезане са трупом у равни симетрије.  Друга веза полуосовине са трупом је преко вертикалног подупирача у кога је уграђен уљно-пнеуматски амортизер. Сврха овог амортизера је да ублжи ударна оптерећења која се јављају при слетању авиона или приликом вожње по неравном  тлу. 
Точкови су велики и опремљени кочницама које се контролишу ручно или помоћу команди кормила правца.  На тај начин се  олакшавају маневри на земљи, кад авион скреће у лево кочи се леви точак и обрнуто.  Кад  се авион (углавном при слетању) креће праволинијски онда се користи ручна кочница која синхронизовано кочи оба точка равномерно и тиме смањије брзину авиона и зауставни пут.
Размах између точкова,  код овог авиона,  је прилично велик што знатно повећава стабилност авиона при слетању.

## Верзије
- TR.1 - модел авиона са мотором Фиат А.50 снаге (100 КС при 1.900 о/мин)
- TR.1 - модел авиона са мотором Фиат А.53 снаге (110 КС при 1.900 о/мин)

## Земље које су користиле авион
- Италија